# Petter Johan Bergelin
Petter Johan Bergelin, född 19 juni 1791 i Karlskrona, död 19 mars 1839 i Karlstad, var en svensk läkare och politisk fånge.

## Biografi
Petter Johan Bergelin var son till kvarnägaren Johan Bergelin. Han gick i skola i Karlskrona och blev 1806 student vid Lunds universitet. Läsåret 1808–1809 var han informator för doktor E. J. Olanders söner i Lidköping, innan han återvände till Lund och samma år blev filosofie kandidat. År 1810 inledde han medicinska studier i Stockholm, blev medicine licentiat 1812, kirurgie magister samma år och medicine doktor 1813. Samma år blev han bataljonsläkare vid Livregementsbrigadens grenadjärkår och följde i maj kåren till Tyskland. Han blev i augusti kommenderad till Berlin och blev i oktober sjukhusläkare i Halle. Efter att en tid ha legat sjuk i Lübeck, tjänstgjorde han vid militärsjukhusen i Lüttich och Köln och kommenderades senare under året att delta i fälttåget mot Norge och fungerade under kriget som sjukhusläkare i Strömstad och Fredrikshald. Den 2 maj 1815 blev han regementsläkare och 30 maj 1815 provinsialläkare i Gotlands norra distrikt. 
Han blev främst känd genom den process som föranleddes av en skål i samband med Karlsdagsbalen 28 januari 1817. En skål för kungen hade föreslagits, och den ganska berusade adjunkten L. P. Ihre hade missat vem skålen gällde och frågade sin bordsgranne Bergelin vem man skulle skåla för. Bergelin, som också var ganska berusad hade svarat Drick Gustaf V:s skål!. Ihre hade då framfört en skål till "Gustaf V", alltså Gustaf IV Adolfs son Gustaf, inte Gustaf V (1858–1950). Under festen var det ingen som reagerade på tilltaget, men dagen efteråt hade saken anmälts för landshövding Carl Fredric Aschling, som dock inte fäste sig vidare vid det i berusningen fällda yttrandet. Händelsen blev dock känd hos hovet i Stockholm som tog saken allvarligare. Aschling avsattes och ersattes av den i statskuppen 1809 aktive Jacob Cederström. Bergelin och Ihre anhölls och alla som deltagit vid festligheterna inkallades som vittnen. Bergelin dömdes 12 juni 1817 av Svea hovrätt till döden som landsförrädare, vilket dock genom kunglig benådning 23 juli omvandlades till förlust av tjänsten och fängelse på obestämd tid. Bergelin inspärrades på Karlstens fästning, där han dock behandlades relativt milt. Efter ett år tilläts hans hustru flytta till honom, och en tid senare tilläts han även idka läkarpraktik i Marstrand. Den 26 april 1820 erhöll han befrielse från fängelsestraffet, och blev 18 augusti 1821 lasaretts- och stadsläkare i Karlstad. Han erhöll avsked 1827. Bergelin är begravd på Västra kyrkogården i Karlstad.